# Верхнесилезский плебисцит
Верхнесилезский плебисцит — референдум 20 марта 1921 года о прохождении границы между Германией и Польшей в связи с решением Версальской мирной конференции о передаче Верхней Силезии от Германии Польше.

## История вопроса
В XII—XIII веках существовало княжество Силезия, управляемое князьями из польской династии, однако потом, в результате феодальных междоусобиц, оно распалось на мелкие владения, которые постепенно вошли в состав Земель богемской короны и впоследствии перешли под управление Габсбургов; в XVIII веке часть этих земель по итогам войны за австрийское наследство и Семилетней войны оказалась в составе королевства Пруссия.
Когда на Версальской мирной конференции Союзники приняли решение о воссоздании Польского государства, то встал вопрос о его границах. Перед Первой мировой войной из более двух миллионов населения Верхней Силезии поляков вместе с полунемцами-полуполяками было около половины. В этом регионе находились важнейшие германские промышленные центры; сердцем промышленного района был треугольник Бойтен-Каттовиц-Гляйвиц.

## Подготовка плебисцита
На период подготовки и проведения плебисцита управление территорией взяла на себя Межсоюзническая комиссия по управлению и проведению плебисцита в Верхней Силезии (Interalliierte Regierungs- und Plebiszitskommission für Oberschlesien, Commission Interalliée de Gouvernement et de Plébiscite de Haute-Silésie, Międzysojusznicza Komisja Rządząca i Plebiscytowa na Górnym Śląsku), составленная из представителей Франции, Великобритании и Италии, председателем которой был французский дивизионный генерал Анри Ле Рон.
С февраля 1920 года Польша и Германия начали готовиться к проведению плебисцита. Польский плебисцитный комиссариат (Polski Komisariat Plebiscytowy) разместился в Бойтене, его возглавил Войцех Корфанты; Немецкий комитет по плебисциту (Plebiszitkommissariat für Deutschland) возглавил Россбергский бургомистр Курт Урбанек.
Немецкие власти опасались, что по результатам волеизъявления в пользу Польши, они потеряют свои рабочие места и пенсии. Демобилизованные ветераны германской имперской армии сформировали местные отряды фрайкора — полувоенной организации, чья деятельность была направлена в том числе против пропольских активистов. В свою очередь, поляки утверждали, что в случае победы на референдуме, жители Силезии перестанут ощущать себя людьми второго сорта, выплата пенсий сохранится в прежнем объёме, а Силезия в составе Польши получит автономный статус. Немецкая пропаганда исповедовала прямо противоположное: переход под польское управление повлечёт за собой резкое снижение достатка и утрату пенсионного обеспечения. В феврале 1919 года Польская военная организация открыла в Верхней Силезии своё представительство. В конечном счёте ухудшающаяся ситуация привела к Первому (1919) и Второму (1920) силезским восстаниям.
- Польский двуязычный пропагандистский плакат
- Германский двуязычный пропагандистский плакат
- Германский немецкоязычный пропагандистский плакат
- Обложка сатирического журнала с антипольской пропагандой
- Польский польскоязычный плакат

## Проведение и результаты голосования
30 декабря 1920 года Межсоюзническая комиссия постановила, что принимать участие в плебисците могут те, кому до 1 января 1921 года исполнилось 20 лет, и кто при этом
1. родился и проживает на территории, где проводится плебисцит (категория A)
2. родился на территории, где проводится плебисцит, но более там не проживает (категория B) — т. н. «эмигранты»
3. не родился на территории, где проводится плебисцит, но поселился там до 1 января 1904 года (категория C)
4. был до 1920 года перемещён немецкими властями на территорию, где проводится плебисцит (категория D)

Всего к участию в плебисците было допущено 1 220 524 человека, из них 19,3 % составили «эмигранты». Эта категория возникла из-за того, что в 1919 году польская сторона предложила, чтобы в плебисците участвовали и те, кто родился в Верхней Силезии, но более там не проживает. Польские власти рассчитывали, что в результате за них проголосуют поляки, работающие в Рурской области, но в итоге только сделали хуже самим себе: 10 120 «эмигрантов» высказалось за вхождение Верхней Силезии в состав Польши, в то время как 182 288 «эмигрантов» предпочли видеть Верхнюю Силезию в составе Германии.
В итоге в референдуме 20 марта 1921 года приняло участие 1 190 846 человек, из которых 40,4 % высказалось за вхождение Верхней Силезии в состав Польши, а 59,5 % — за её оставление в составе Германии.

## Раздел Верхней Силезии по итогам референдума
После подведения итогов плебисцита встал вопрос об их трактовке. В связи с тем, что Германия заявила о невозможности выплаты репараций в случае, если её лишат Силезского промышленного района, Великобритания и Италия предлагали оставить наиболее промышленно развитые части Верхней Силезии в составе Германии; Франция же, стремясь ослабить своего извечного врага, хотела передать эти территории Польше. Опасаясь, что возобладает британско-итальянская точка зрения, поляки подняли Третье силезское восстание. Начались бои между польскими и немецкими вооружёнными формированиями.
20 октября 1921 года на конференции в Париже было решено, что территория Верхней Силезии будет разделена примерно по сложившейся на тот момент линии противостояния польских и немецких формирований. В результате Германия потеряла 18 % общенациональной добычи угля и 70 % — цинка.